# Garypus longidigitus
Garypus longidigitus är en spindeldjursart som beskrevs av Clarence Clayton Hoff 1947. Garypus longidigitus ingår i släktet Garypus och familjen gammelekklokrypare. Inga underarter finns listade i Catalogue of Life.